# Vathýlakkos (Thessalonique)
Vathýlakkos (grec moderne : Βαθύλακκος) est une localité située dans le dème de Chalkidóna, dans le district régional de Thessalonique, dans la periphérie de Macédoine-Centrale, en Grèce.
Selon le recensement de 2011, elle compte 2 337 habitants.